# Шово, Франк
Франк Шово (1 сентября 1846, Париж — 30 марта 1921, там же) — французский политический деятель, автор политологических сочинений.

## Биография
Сначала занимался адвокатурой, а в 1876 году был избран в палату депутатов от департамента Уаз и сохранял мандат до 1885 года. Принадлежал к левому центру и был в числе 363 депутатов, протестовавших 16 мая 1877 года против роспуска палаты. На выборах того же года он снова был избран, несмотря на противодействие правительства Мак-Магона. В 1888 году был избран сенатором от департамента Уаз и сохранил мандат до 1906 года. Был секретарём сената с 1889 по 1892 и его вице-президентом с 1898 по 1901 год. В составе сената курировал финансовые вопросы, участвовал в обсуждении бюджета. Был забаллотирован на выборах в сенат в 1906 году и после этого сошёл с политической сцены.
Главные работы: «Etude sur la législation électorale de l’Angleterre» (1870); «Lord Brougham» (1873).